# Veyrac
 Veyrac  (en occitano Vairac) es una población y comuna francesa, situada en la región de Lemosín, departamento de Alto Vienne, en el distrito de Limoges y cantón de Nieul.

## Demografía
| 1127 | 1070 | 1019 | 1202 | 1339 | 1539 | 1945 |
| Para los censos de 1962 a 1999 la población legal corresponde a la población sin duplicidades (Fuente: INSEE [Consultar]) |      |      |      |      |      |      |